# Alison Cockburn

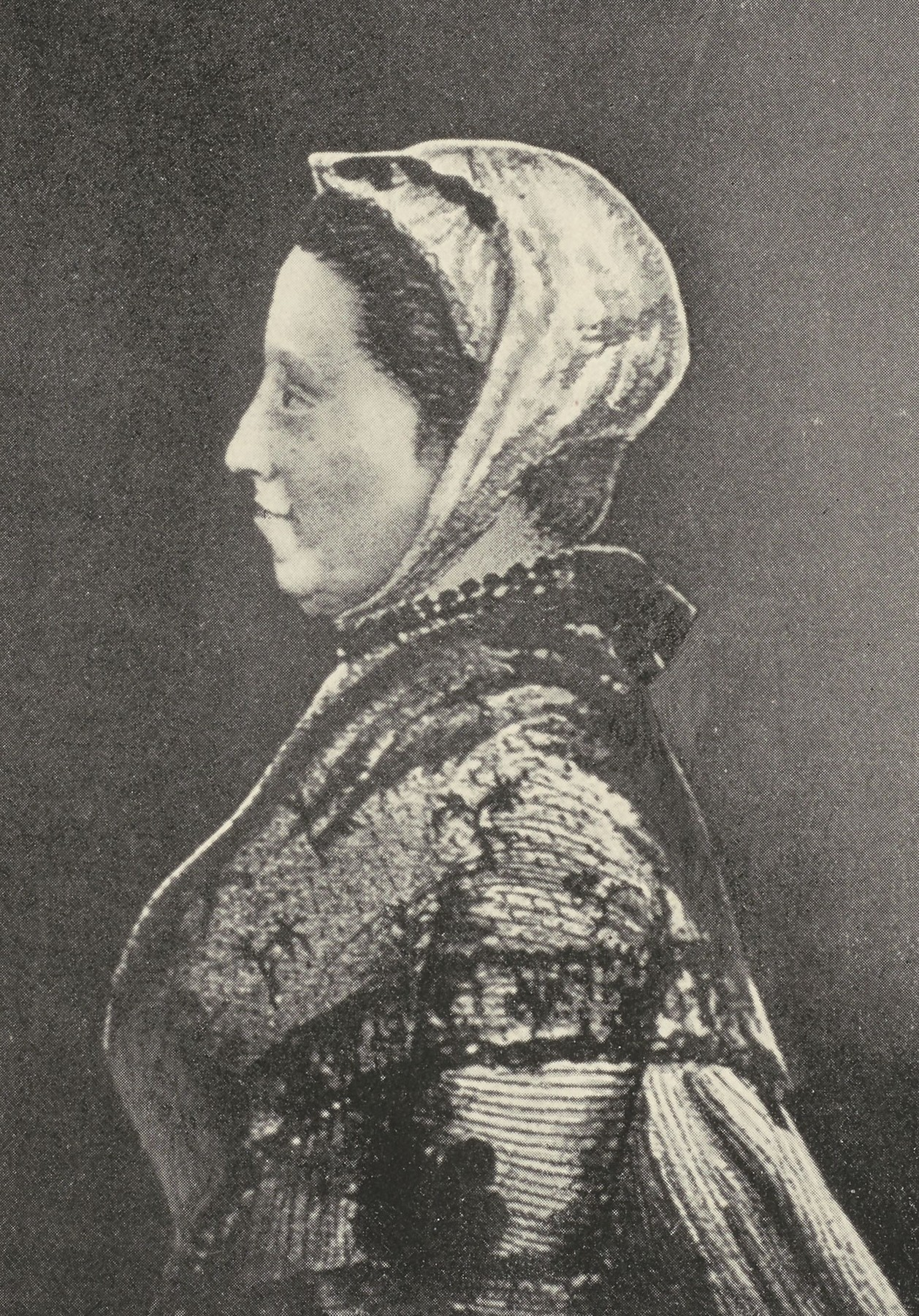
Alison Cockburn

Alison Cockburn, auch Alicia Cockburn, geborene Rutherford (* 8. Oktober 1713 in Fairnilee Selkirkshire; † 22. November 1794 in Edinburgh), war eine schottische Poetin und führte einen literarischen Salon.

## Leben
Alison Rutherford wurde am 8. Oktober 1713 im Herrenhaus der Familie in Fairnilee, Selkirkshire, Schottland, geboren. Sie war das jüngste von sechs Kindern von Robert Rutherford aus Fairnalee, Selkirkshire und seiner Frau Alison, geborene Ker. Sie heiratete am 12. März 1731 Patrick Cockburn, einen Anwalt, der kurz zuvor seine Zulassung bekommen hatte und Sohn des Anwalts Adam Chockburn aus Ormiston, East Lothian, war. Im folgenden Jahr 1732 wurde ihr Sohn Adam (1732–1780) geboren, der später Kapitän der Dragoner war. Da sie sich kein eigenes Haus leisten konnten, lebten sie 4 Jahre lang bei ihrem Schwiegervater, „einem alten Presbyterianer von tiefster Färbung“, der Kartenspiel, Theater und Tanz als gottlos verurteilte. Nach seinem Tod zogen sie nach Edinburgh und wurden dort trotz ihres relativ niedrigen Status aufgrund ihrer Lebhaftigkeit und ihres Witzes in der Gesellschaft willkommen geheißen.
Zuvor stand sie in einer romantischen Beziehung zu John Aikman, dem Sohn des Malers William Aikman und Freund von Allan Ramsay. Es gibt Vermutungen, dass diese Beziehung die Inspiration zu ihrem berühmten lyrischen Klagelied Flowers of the Forest gewesen sei. Walter Scott hingegen vermutete, dass die Entstehung auf eine Reihe von Bankrotten zurückging, die mehrere alte Familien in Selkirkshire erlitten.
Es wurden nur wenige Werke von Alison Cockburn veröffentlicht. Sie schrieb ihr Leben lang Gedichte und Lieder, doch anscheinend nur für sich persönlich oder um sie mit Freunden beim Abendessen zu teilen. Ihr bekanntestes Werk Flowers of the Forest wurde 1765 veröffentlicht, zunächst nicht unter ihrem Namen. Bei seiner Veröffentlichung glaubten viele, dass es sich um eine alte Ballade aus der Zeit von Flodden Field handeln würde. Erst Robert Burns erkannte sie als zeitgenössisches Werk und bewunderte es sehr. Er imitierte es im Jahr 1776 in seinem Lied I dreamed I lay.
Die Cockburns waren Presbyterianer und Whigs, sie hatten keine Sympathien für die jakobitischen Neigungen einiger ihrer Tory-Freunde und -Verwandten. Diese Position war zur Zeit der jakobitischen Aufstände nicht ungefährlich. Auf dem Rückweg von Ravelston, wo sie sich während der Belagerung von Edinburgh Castle 1745 aufgehalten hatte und Verwandte besuchte, wurde Cockburn von einem Offizier angesprochen, der sie nach „Whig-Briefen“ durchsuchen wollte. Sie trug zu dem Zeitpunkt in ihrer Tasche ein Gedicht, welches sie über Bonnie Prince Charlie verfasst hatte, mit dem Titel Clout the Caldron. Die Durchsuchung blieb ihr durch das Ravelston-Wappen auf der Kutsche erspart. Ab 1750 lebte das Paar für einige Jahre auf dem Anwesen von James, 6. Duke of Hamilton, der Patrick Cockburn gebeten hatte, seine Angelegenheiten zu beaufsichtigen, während er in Übersee war.
Am 29. April 1753 starb Patrick Cockburn und hinterließ ihr ein kleines Einkommen. Alison Cockburn zog nach Edinburgh und führte dort einen literarischen Salon. Zu ihrem literarischen Kreis gehörten David Hume, Henry Mackenzie, William Robertson, Lord Monboddo, David Dalrymple, John Home und der junge Walter Scott, ihr Cousin mütterlicherseits. Alison Cockburn fungierte über Jahre als Bindeglied zwischen der Zeit von Burns und Allan Ramsay sowie der Zeit von Walter Scott. Sie wird zu dieser Zeit als die Königin der Literaten von Edinburg bezeichnet.
Im 20. Jahrhundert wurde Alison Cockburn bekannt für ihre Korrespondenz, weniger für ihre Poesie. In ihren Briefen hielt sie ihre Rolle in der kulturellen und literarischen Szene ihrer Zeit fest. Diese Korrespondenz ist eine wichtige Quelle über die sich verändernde gesellschaftliche Etikette und die Edinburgher Saison, über Besuchsgewohnheiten, Bälle und Versammlungen und gesellige Abendessen, die Edinburgh im Zeitalter der Aufklärung charakterisierten.
Der Tod ihres Sohnes Adam am 22. August 1780, der unter tragischen Umständen starb, war ein schwerer Schlag für Alison Cockburn. Adam war zurückhaltend und hatte die zerbrechliche Konstitution seines Vaters geerbt. Er wurde von seiner Mutter zutiefst geliebt. Short account of a long life, welches der Ausgabe ihrer Korrespondenz von 1900 vorangestellt wurde, war Reverend Robert Douglas von Galashiels gewidmet.
Eine innige Freundschaft verband sie mit David Hume. Diese wurde nur einmal getrübt, als Hume sich nicht für Adam einsetzte. Alison Cockburn tadelte Hume für seinen Atheismus, sie bestärkte ihn, seinen berühmten Besuch in Frankreich anzutreten, holte für ihn Jean-Jacques Rousseau nach Schottland und nahm für ihn Partei, als Rousseau sich als paranoider Hausgast erwies. Sie bot ihm sogar an, ein Haus und eine Frau für ihn zu finden, als er sich in Edinburgh niederließ. Auch bot sie ihm im Scherz oder auch im Ernst an play at quadrille and sleep with you. Will that do?.
Ihren Cousin Walter Scott bewunderte sie, seit sie ihn als 6-Jährigen bei einem Besuch im Haus seines Vaters kennengelernt hatte. Sie bezeichnete ihn als Wunderkind, das „außergewöhnlichste Genie eines Jungen, das ich je gesehen habe“. Walter Scott erwiderte das Kompliment, indem er seiner Tante sagte, Alison Cockburn sei „ein Virtuose wie ich“.
Die Schönheit der jungen Alison Cockburn soll bemerkenswert gewesen sein. Zudem war sie würdevoll und charmant, besaß genügend Witz und Lebendigkeit, um beträchtliche Aufmerksamkeit zu erregen und wurde in einem Werk eines französischen Besuchers zu den schönsten Frauen Edinburghs gezählt. Ein Porträt, das Anne Forbes in Alison Cockburns reifen Jahren malte, zeigt die Frau, die mit David Hume befreundet war, offen, wohlerzogen, mit einem Hauch von Frechheit. Sie starb am 22. November 1794 in Edinburgh und wurde in der Pfarrkirche von Buccleuch neben ihrem Sohn beigesetzt.

## Ehrungen
Judy Chicago widmete Alison Cockburn eine Inschrift auf den dreieckigen Bodenfliesen des Heritage Floor ihrer 1974 bis 1979 entstandenen Installation The Dinner Party. Die mit dem Namen Alison Rutherford beschrifteten Porzellanfliesen sind dem Platz mit dem Gedeck für Mary Wollstonecraft zugeordnet.